# Prix littéraire Hervé-Ghesquière
Le prix littéraire Hervé-Ghesquière est créé en hommage au journaliste et grand reporter français Hervé Ghesquière.

## Historique
Sous l'impulsion de Sandrine Ghesquière, épouse d'Hervé Ghesquière, ainsi que de Évelyne Adam, le prix littéraire Hervé Ghesquière est créé en juin 2018. Le jury est composé de journalistes et auteurs, présidé par Patrick Poivre d'Arvor. 
Ce concours annuel vise les auteurs qui exercent également la profession de journaliste. Le prix apporte une attention particulière sur un thème d'actualité à partir de reportages, d'enquêtes, d'investigations ou encore de couvertures d'événements.  Cinq œuvres sont sélectionnés trois mois en amont de la remise des prix par le jury et son président. Le prix est ensuite décerné au mois de juin de chaque année, période de l'anniversaire du défunt Hervé Ghesquière, lors d'une cérémonie de remise des prix et désignant un à trois nommés.    

## Lauréats du prix Hervé-Ghesquière
| Année | Auteur                         | Ouvrage                                                         | Editeur               | Jury |
| ----- | ------------------------------ | --------------------------------------------------------------- | --------------------- | --- |
| 2018  | Raphaëlle Bacqué Ariane Chemin | La Communauté,                                                  | Albin Michel          | |
| 2019  | Cécile Hennon Pierre Sautreuil | Le fil de nos vies brisées Les Guerres perdues de Youri Beliaev | Anne Carrière Grasset | - Ariane Chemin - Raphaëlle Bacqué - Philippe Rochot - Françoise Joly - Guilaine Chenu - Pascal Manoukian - Éric Yung - Bernard Thomasson |